# Halme viridana
Halme viridana là một loài bọ cánh cứng trong họ Cerambycidae.